# Концерт для фортепіано з оркестром № 3 (Барток)
Концерт для фортепіано з оркестром № 3 Бели Бартока, написаний 1945 року — один із небагатьох творів композитора, створених після його імміграції до США. Вперше виконаний у Філадельфії під орудою Юджина Орманді, сольну партію виконав Дьордь Шандор.
Складається із трьох частин:
1. Allegretto
2. Adagio religioso
3. Allegro vivace